# ФК Кардиф Сити
ФК Кардиф Сити (на английски: Cardiff City Football Club), Кардиф Сити Футбол Клъб; на уелски: Clwb Pêl-droed Dinas Caerdydd, Клуб Пеел-дройд Динас Кайрдид) е уелски футболен клуб, базиран в едноименния град Кардиф. Състезава се в първото ниво на английския футбол Английска висша лига след като през сезон 2012/13 печели промоция и става част от Висшата лига за първи път в историята си. Играе мачовете си на стадион Кардиф Сити Стейдиъм. Член на английската футболна лига от 1920 г.
Треньор на клуба е Нийл Уорнък. Той заменя на поста Пол Тропол като успява да стаблизира отбора и да промотира Кардиф във Висшата лига още следващия сезон (2017/18). През настоящия сезон „сините птици“ се борят да запазят мястото си във Висшата лига.

## Успехи
- Второ място в Чемпиъншип – 1 път (2017/18)
- Втори в Първа дивизия/Висша лига (като първо ниво на английския футбол) – 1 път (1923/1924)
- Носител на Купата на Уелс – 22 пъти (1912, 1920, 1922, 1923, 1927, 1928, 1930, 1956, 1959, 1964, 1965, 1967, 1968, 1969, 1970, 1971, 1973, 1974, 1976, 1988, 1992, 1993)
- Носител на Купата на Англия – 1 път (1927)
- Полуфинал за Купата на Англия – 1 път (1921)
- Финалист на Купата на лигата – 1 път (2012)
- Полуфиналист на Купата на лигата – 1 път (1966)
- Носител на Купата на Къмюнити Шийлд – 1 път (1927)
- Полуфиналист за КНК (1968)

## Състав
към 10 февруари 2019 г.
| №  | Пост | Играч             |
| -- | ---- | ----------------- |
| 12 | В    | Алекс Смитис      |
| 1  | В    | Нийл Етъридж      |
| 28 | В    | Брайън Мърфи      |
| 4  | З    | Шон Моррисън      |
| 5  | З    | Брюно Екуел Манга |
| 22 | З    | Сол Бамба         |
| 16 | З    | Матю Конъли       |
| 18 | З    | Грег Кънингам     |
| 3  | З    | Джо Бенет         |
| 2  | З    | Лий Пелтиер       |
| 6  | З    | Джаз Ричардс      |
| 17 | П    | Арон Гунарсон     |
| 8  | П    | Джо Ролс          |
| 13 | П    | Калъм Патерсън    |
| –  | П    | Стюърт О’Кийф     |

| №  | Пост | Играч                 |
| -- | ---- | --------------------- |
| 20 | П    | Лоик Дамур            |
| 22 | П    | Кадийм Харис          |
| 14 | П    | Боби Рийд             |
| 33 | Н    | Джуниър Хойлет        |
| 21 | П    | Виктор Камараса       |
| 7  | П    | Хари Артър            |
| 11 | Н    | Джош Мърфи            |
| 19 | Н    | Натаниел Мендес-Лейнг |
| 10 | Н    | Кенет Зохоре          |
| 9  | Н    | Дани Уорд             |
| 29 | Н    | Омар Нйасе            |
| 32 | Н    | Райс Хийли            |

## Известни футболисти
- Робърт Ърншоу (нападател, едва третият играч с над 100 гола за клуба)
- Фред Кийнор (защитник, участвал в над 500 мача за Кардиф)
- Джо Ледли (полузащитник, участвал в над 250 мача за Кардиф)
- Том Фаркихарсън (вратар, участвал в над 450 мача за Кардиф в периода 1922/35)
- Дейвид Маршал (вторият най-дълго пазил вратар в историята на клуба след Фаркихарсън, с над 280 мача за Кардиф)
- Питър Уитингъм (играчът, който най-скоро успява да достигне над 400 мача за Кардиф, през 2017 г.)
- Джими Гил (нападател, един от седемте играчи в историята на Кардиф, който успяват да отбележат над 100 гола за тима)
- Майкъл Чопра (играч, който успява да направи 3 престоя в Кардиф)
- Арон Гунарсон (националът на Исландия, който е в Кардиф от 2011 година, и вече има над 260 мача за отбора)